# Havelland
Havelland (phát âm tiếng Đức: [ˈhaːfəlˌlant]) là một khu vực địa lý và là một huyện thuộc Brandenburg, Đức. Nó được bao quanh bởi (từ phía bắc chiều kim đồng hồ) các huyện Ostprignitz-Ruppin và Oberhavel, thành phố-thủ đô Berlin, huyện Potsdam-Mittelmark, thành phố Brandenburg và thủ phủ của Saxony-Anhalt (huyện thuộc Jerichower Đất và Stendal).

## Xã và thị trấn
| Amt-free towns | Ämter |                                                                                               |
| --- | --- | --------------------------------------------------------------------------------------------- |
| 1. Falkensee 2. Ketzin 3. Nauen 4. Premnitz 5. Rathenow Amt-free municipalities 1. Brieselang 2. Dallgow-Döberitz 3. Milower Land 4. Schönwalde-Glien 5. Wustermark | 1. Friesack 1. Friesack1, 2 2. Mühlenberge 3. Paulinenaue 4. Pessin 5. Retzow 6. Wiesenaue 2. Nennhausen 1. Kotzen 2. Märkisch Luch 3. Nennhausen1 4. Stechow-Ferchesar | 3. Rhinow 1. Gollenberg 2. Großderschau 3. Havelaue 4. Kleßen-Görne 5. Rhinow1, 2 6. Seeblick |
| 1seat of the Amt; 2town | |                                                                                               |